# Colophospermum mopane
A Colophospermum mopane a hüvelyesek (Fabales) rendjébe, ezen belül a pillangósvirágúak (Fabaceae) családjába tartozó faj.
Nemzetségének az egyetlen faja.

## Előfordulása
A Colophospermum mopane előfordulási területe Afrikában van. A következő országokban található meg: Botswana, Dél-afrikai Köztársaság, Zimbabwe, Mozambik, Zambia, Namíbia, Angola és Malawi. Főleg az alföldeket kedveli, de 200-1150 méteres tengerszint feletti magasságban is fellelhető.

## Megjelenése
Magassága élőhelytől függően 4-18 méter között mozog. A szárnyas levelei lepkeszárnyakra emlékeztetnek. Hüvelytermései nagyon vékonyak.

## Életmódja
A sekély, nagy nedvességtartalmú alkáli talajokon nő. A forró trópusi, de bőven esős részeket kedveli. Eme területeken kívül nemigen él. A fagyot nem tűri.

## Felhasználása
A Vachellia eriolobával és a Combretum imberbével együtt az élőhelyén levő emberek legfőbb tűzifáit alkotják. Kemény faanyagát házépítéshez és különböző tárgyak készítéséhez is felhasználják.

## Képek

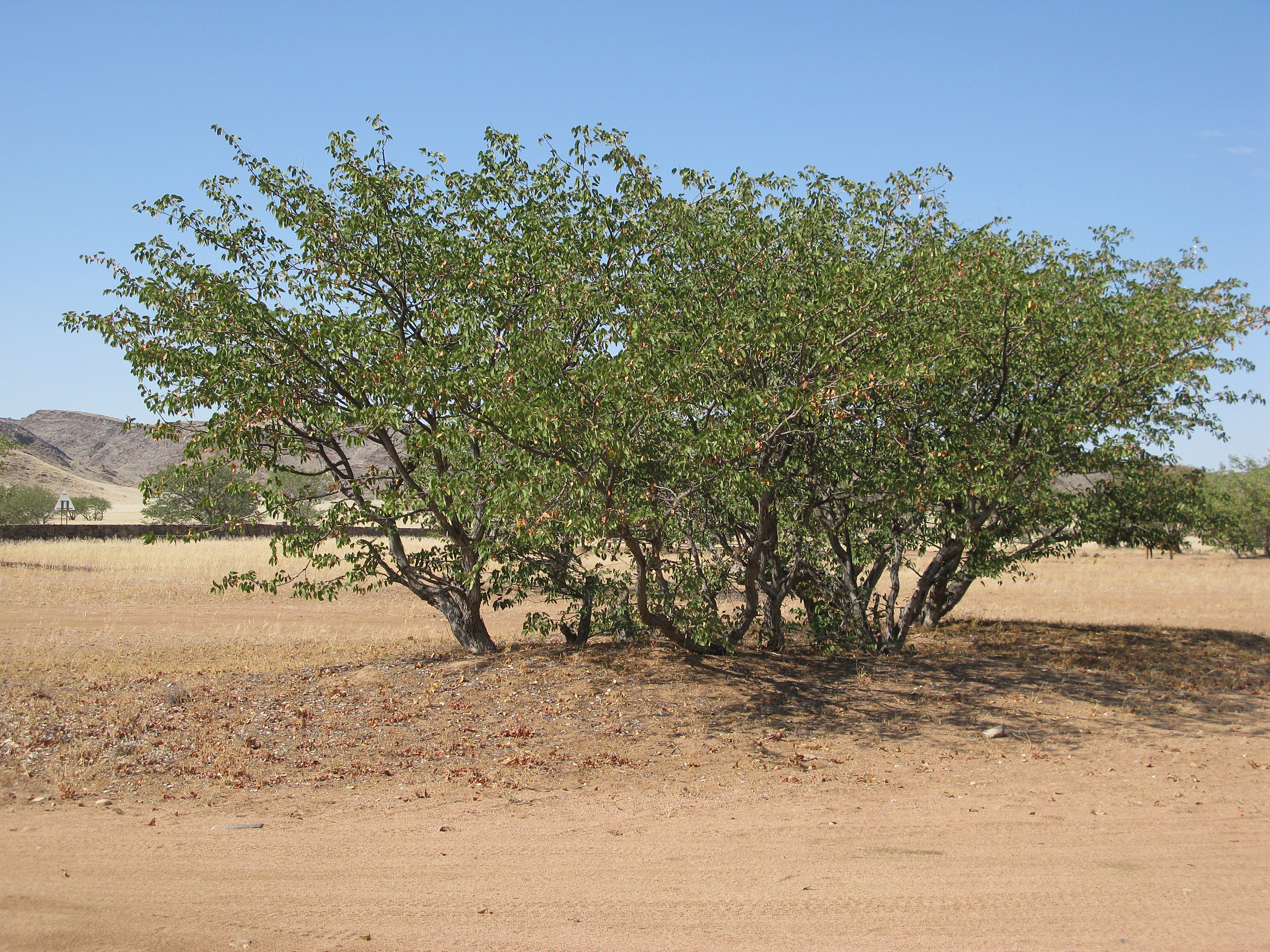
A fák
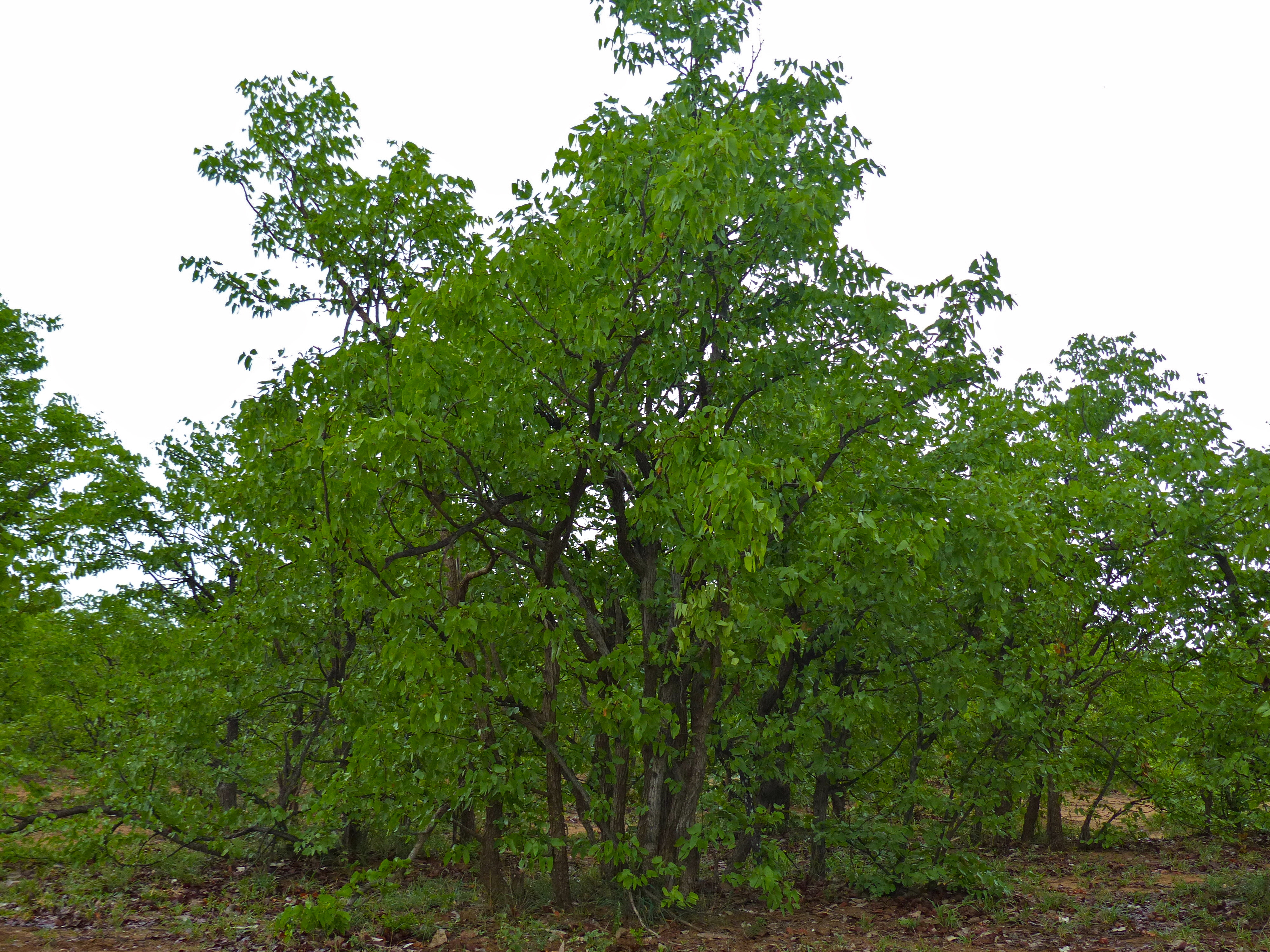
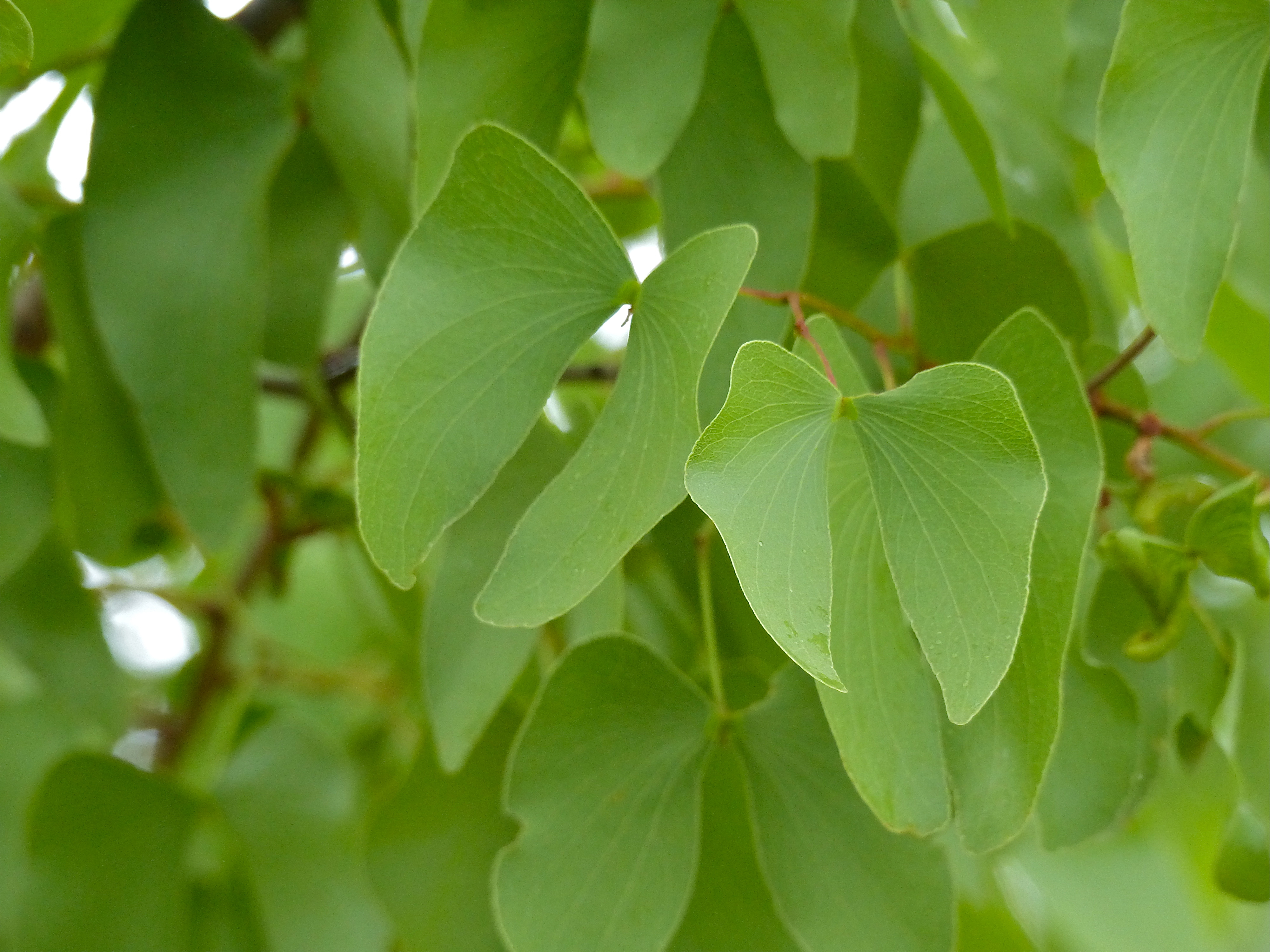
A levelei
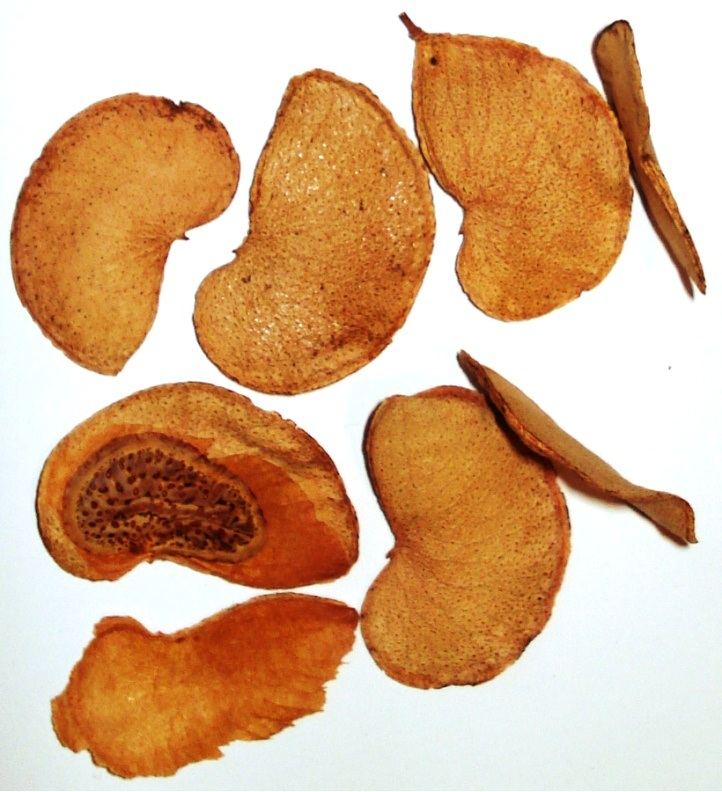
Magvai

## Fordítás
- Ez a szócikk részben vagy egészben  a   Mopane című angol Wikipédia-szócikk ezen változatának fordításán alapul.  Az eredeti cikk szerkesztőit annak laptörténete sorolja fel. Ez a jelzés csupán a megfogalmazás eredetét és a szerzői jogokat jelzi, nem szolgál a cikkben szereplő információk forrásmegjelöléseként.